# 思い出きろく帳
『思い出きろく帳』（おもいできろくちょう）は、任天堂の携帯型ゲーム機であるニンテンドー3DS/Newニンテンドー3DS（以下3DS）の本体に内蔵されているソフトウェア。

## 概要
3DS本体内蔵のモーションセンサーを用いた歩数計と、3DSのソフト（内蔵ソフト、パッケージソフト）のプレイ時間を自動的に記録 し、グラフ形式で表示する。記録は約10年間分が保存され、記録が一杯になると古いものから削除される。

## 毎日のきろく
ニンテンドーDS用ソフト『歩いてわかる 生活リズムDS』の「みんなの記録」の歩数グラフのように、1日・1週間・1ヶ月・1年の歩数、3DSのソフトのプレイ時間をチェック出来る。ソフトの場合はその日に一番プレイしたゲームが上部に表示されるほか、「できごとリスト」には Wii伝言板のように各ソフト毎のプレイ時間が表示される。
なお、削除するには本体を初期化するしかない。

## ソフト図鑑
3DSで遊んだソフト（DS / DSiソフトを含む）の一覧（最大256本）をチェックできる。ソフト毎に、合計プレイ時間、起動回数、一回あたりの平均プレイ時間、初回起動日、最終起動日が記録され、閲覧できるほか、ランキング形式でも表示される。
ソフトごとに削除可能である。

## ゲームコイン
100歩歩く毎に1枚貯まる3DS内通貨。1日に10枚まで、合計300枚まで貯められる。「すれちがいMii広場」や「ARゲームズ」のほか、対応ソフト ではゲームコインをアイテム等に交換することができる。ただしゲームコインを他の3DSに移す手段はない。
コインの枚数はHOMEメニューでも歩数と交互に表示される。